# Spiranthes vernalis
Spiranthes vernalis là một loài thực vật có hoa trong họ Lan. Loài này được Engelm. & A.Gray miêu tả khoa học đầu tiên năm 1845.

## Hình ảnh

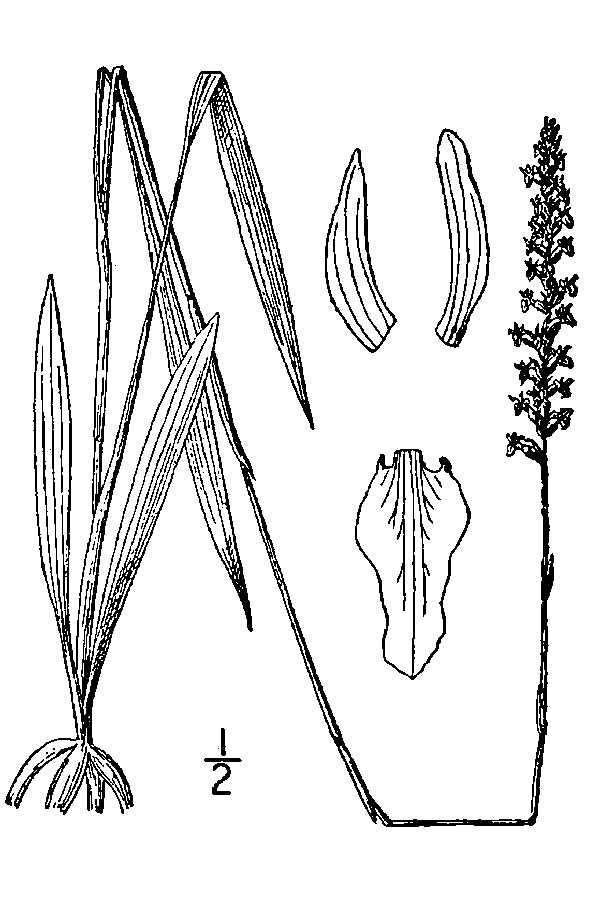